# Luheriini
Los luheriínos (Luheriini) son una tribu de hemípteros auquenorrincos de la familia Cicadellidae. Tiene los siguientes géneros.

## Géneros
- Luheria[1]